# Buster Keaton bekämpft die blutige Hand
Buster Keaton bekämpft die blutige Hand (Originaltitel: The High Sign) ist eine US-amerikanische Kurzfilm-Komödie von Buster Keaton und Edward F. Cline. Der Film wurde bereits Anfang 1920 produziert und stellt damit den ersten von Buster Keaton unabhängig produzierten Kurzfilm dar. Keaton schien die Produktion jedoch nicht als gut genug für einen Debütfilm zu erachten, deshalb erschien er erst im April 1921 als sein siebter Film in den Kinos.

## Handlung
Der von Buster Keaton gespielte Held des Filmes (im Vor-/Abspann werden keine Rollen- bzw. Schauspielernamen genannt) ist ein Herumstreicher, der sich auf einem Volksfest auf eine Stellenanzeige als Kunstschütze bei einer Schießbude bewirbt, ohne eigentlich schießen zu können. Der hünenhafte Tiny Tim, Leiter der Schießbude, zieht sich bald in ein Hinterzimmer zurück, wo die Gangsterbande „Blinking Buzzards“ residiert. Diese hat gerade den Auftrag erhalten, den Bürger August Nickelnurser zu ermorden, da dieser kein Schutzgeld zahlen wollte. Inzwischen hat Buster die Treffer-Glocke der Schießbude so manipuliert, dass sie jedes Mal klingelt, wenn er schießt. Der mit seiner Tochter vorbeikommende August Nickelnurser ist davon so beeindruckt, dass er Buster als Leibwächter verpflichtet. Später staunt auch Tiny Tim über Busters Schießkünste, so dass er ihn in die Bussard-Bande aufnehmen lässt und mit dem Mord an Nickelnurser beauftragt. Buster ist verzweifelt ob seiner gegensätzlichen Verpflichtungen.
Nickelnurser hat inzwischen sein Haus mit einer Vielzahl von Fall- und Geheimtüren ausgerüstet. Busters dortige Ankunft wird nicht nur von Nickelnurser, sondern auch der Bussard-Bande erwartet. Auf Busters Anweisung stellt Nickelnurser sich tot, nachdem Buster in die Luft geschossen hat. Die an sich überzeugende Darstellung halten sie leider nicht so lange durch, bis die Bande das Feld geräumt hat, so dass Buster kreuz und quer durch das Haus gejagt wird, eine für Keaton-Filme klassische Akrobatik-Revue. Buster kann nach und nach einen nach dem anderen Gangster ausschalten, zuletzt versenkt er Tiny Tim in einer Falltür.

## Kritiken
Der Kurzfilm erhielt trotz der Skepsis seines Schöpfers gute Kritiken.
- Die New York Times sah am 20. März 1922 „eine tobende Buster-Keaton Komödie – weniger pointiert als manche andere, aber geistreich und unwiderstehlich witzig“.
- Die Zeitschrift The Variety schrieb am 24. März 1922: „Seine Gags sind originell und immer konsistent mit dem Erzählfaden. Kein willkürliches Stückwerk, immer werden sie legitim eingeführt.“